# Deportes ecuestres en los Juegos Olímpicos de Los Ángeles 1932
Los deportes ecuestres en los Juegos Olímpicos de Los Ángeles 1932 se realizaron en tres sedes: Riviera Country Club (doma), Westchester (concurso completo) y el Estadio Olímpico (salto) de Los Ángeles del 10 al 14 de agosto de 1932.
En total se disputaron en este deporte seis pruebas diferentes en las disciplinas de doma, salto de obstáculos y concurso completo, en las categorías individual y por equipos. El programa de competiciones se mantuvo como en la edición pasada.

## Medallistas
| Evento                                          | Oro | Plata | Bronce |
| ----------------------------------------------- | --- | --- | --- |
| Doma individual (10 de agosto)                  | Xavier Lesage (Taine) · Francia · 1031,25 pts.                                                                                   | Charles Marion (Linon) · Francia · 916,25 pts.                                                                                | Hiram Tuttle (Olympic) · Estados Unidos · 901,50 pts.                                                     |
| Doma por equipos (10 de agosto)                 | Xavier Lesage (Taine) · Charles Marion (Linon) · André Jousseaume (Sorelta) · Francia · 3818,75                                  | Bertil Sandström (Kreta) · Thomas Byström (Gulliver) · Gustaf Adolf Boltenstern (Ingo) · Suecia · 2678,00                     | Hiram Tuttle (Olympic) · Isaac Kitts (American Lady) · Alvin Moore (Water Pat) · Estados Unidos · 2576,75 |
| Salto de obstáculos individual (14 de agosto)   | Takeichi Nishi (Uranus) · Japón · 8                                                                                              | Harry Chamberlin (Show Girl) · Estados Unidos · 12                                                                            | Clarence von Rosen (Empire) · Suecia · 16                                                                 |
| Salto de obstáculos por equipos (14 de agosto)  | — | — | — |
| Concurso completo individual (10-13 de agosto)  | Charles Pahud de Mortanges (Marcroix) · Países Bajos · 1813,833                                                                  | Earl Foster Thomson (Jenny Camp) · Estados Unidos · 1811,000                                                                  | Clarence von Rosen (Sunnyside Maid) · Suecia · 1809,416                                                   |
| Concurso completo por equipos (10-13 de agosto) | Earl Foster Thomson (Jenny Camp) · Harry Chamberlin (Pleasant Smiles) · Edwin Argo (Honolulu Tomboy) · Estados Unidos · 5038,083 | Charles Pahud de Mortanges (Marcroix) · Karel Schummelketel (Duiveltje) · Aernout van Lennep (Henk) · Países Bajos · 4689,083 | — |

1. 1 2  No se entregaron medallas por falta de participantes.

## Medallero
| Núm. | País           | Oro | Plata | Bronce | Total |
| ---- | -------------- | --- | ----- | ------ | ----- |
| 1    | Francia        | 2   | 1     | 0      | 3     |
| 2    | Estados Unidos | 1   | 2     | 2      | 5     |
| 3    | Países Bajos   | 1   | 1     | 0      | 2     |
| 4    | Japón          | 1   | 0     | 0      | 1     |
| 5    | Suecia         | 0   | 1     | 2      | 3     |
|      | TOTAL          | 5   | 5     | 4      | 14    |